# Volcà del Puig Subià
Volcà del Puig Subià är en vulkan i Spanien.   Den ligger i provinsen Província de Girona och regionen Katalonien, i den östra delen av landet, 500 km öster om huvudstaden Madrid. Toppen på Volcà del Puig Subià är 691 meter över havet, eller 56 meter över den omgivande terrängen. Bredden vid basen är 0,51 km. Volcà del Puig Subià ingår i Serra de les Medes.
Terrängen runt Volcà del Puig Subià är huvudsakligen kuperad. Runt Volcà del Puig Subià är det glesbefolkat, med 9 invånare per kvadratkilometer. Närmaste större samhälle är Olot, 7,5 km nordväst om Volcà del Puig Subià. I omgivningarna runt Volcà del Puig Subià växer i huvudsak blandskog.